# بلک‌هت (کنفرانس)
کنفرانس بلک‌هت (به انگلیسی: Black Hat Briefings) (که معمولاً به عنوان بلک‌هت شناخته می شود) یک کنفرانس امنیتی رایانه ای است که مشاوره امنیتی، آموزش و جلسات توجیهی را به هکرها، شرکت ها و سازمان های دولتی در سراسر جهان ارائه می دهد. بلک‌هت افراد مختلفی را گرد هم می آورد که به امنیت اطلاعات علاقه‌مند هستند، از افراد غیر فنی، مدیران اجرایی، هکرها و متخصصان امنیتی. این کنفرانس به طور منظم در لاس وگاس، بارسلون، لندن و ریاض برگزار می شود. این کنفرانس همچنین در گذشته در آمستردام، توکیو و واشنگتن دی سی برگزار شده است.

## جستار وابسته
- دف‌کان

## پیوند بیرونی
- وبگاه رسمی